# William vanden Heuvel
William Jacobus vanden Heuvel (Rochester (New York), 14 april 1930 – New York, 15 juni 2021) was een Amerikaans advocaat, ondernemer, schrijver en diplomaat.

## Levensloop
Vanden Heuvel, zoon van een Nederlands-Belgisch paar, begon zijn studie aan het Deep Springs College en studeerde af in rechten aan de Cornell-universiteit. Hij werd toegelaten tot de balie New York State Bar Association in 1952 en sloot zich vervolgens aan als vennoot van het advocatenkantoor Donovan, Leisure, Newton & Irvine.
Hij diende voor William Joseph Donovan, oprichter van de Office of Strategic Services, als assistent op de Amerikaanse ambassade in Bangkok van 1953 tot 1954. Verder was hij in 1958 adviseur voor de gouverneur van de staat New York, W. Averell Harriman.
In 1962 werd hij de assistent van Robert F. Kennedy en was hij betrokken bij de politieke campagnes van de Kennedy's van 1964 en 1968. Sinds 1965 was hij een seniorpartner van Stroock & Stroock & Lavan op het gebied van internationaal en ondernemingsrecht. Tijdens de regering van Jimmy Carter diende hij van 1977 tot 1979 als ambassadeur voor het Europese kantoor van de Verenigde Naties in Genève en als plaatsvervangend ambassadeur voor de VN van 1979 tot 1981 in New York.
Daarna werkte hij voor verschillende bedrijven als onder meer de U.S. Banknote Corporation, Time Warner en North Aegean Petroleum. Verder was hij de senioradviseur voor de investeringsbank Allen & Company. Sinds 1984 was hij voorzitter van het Franklin and Eleanor Roosevelt Institute.
Hij was lid van de denktank Council on Foreign Relations en toezichthouder en voormalig voorzitter van de United Nations Association of the United States of America. Hij schreef uitgebreid over de Verenigde Naties en de Amerikaanse buitenlandse politiek. Ook was hij lid van het Collegium International, een organisatie die als doel heeft om de hindernissen te overwinnen die aan een meer vreedzame, sociaal rechtvaardige en economisch duurzame wereld in de weg staan.
In 2002 werd hij onderscheiden met een Four Freedoms Award van het Franklin and Eleanor Roosevelt Institute.
Vanden Heuvel overleed op 15 juni 2021 op 91-jarige leeftijd aan de gevolgen van een longontsteking.